# Parco nazionale del Tricorno
(Julius Kugy)
Il parco nazionale del Tricorno è l'unico parco nazionale della Slovenia, posto nel nord-ovest del paese, non lontano dalla frontiera italiana ed austriaca; deve il suo nome alla montagna più alta della Slovenia e delle Alpi Giulie, il monte Tricorno di 2 864 metri s.l.m. e comprende tutte le Alpi Giulie slovene: con i suoi quasi 840 km² costituisce circa il 4% del territorio nazionale.

## Storia

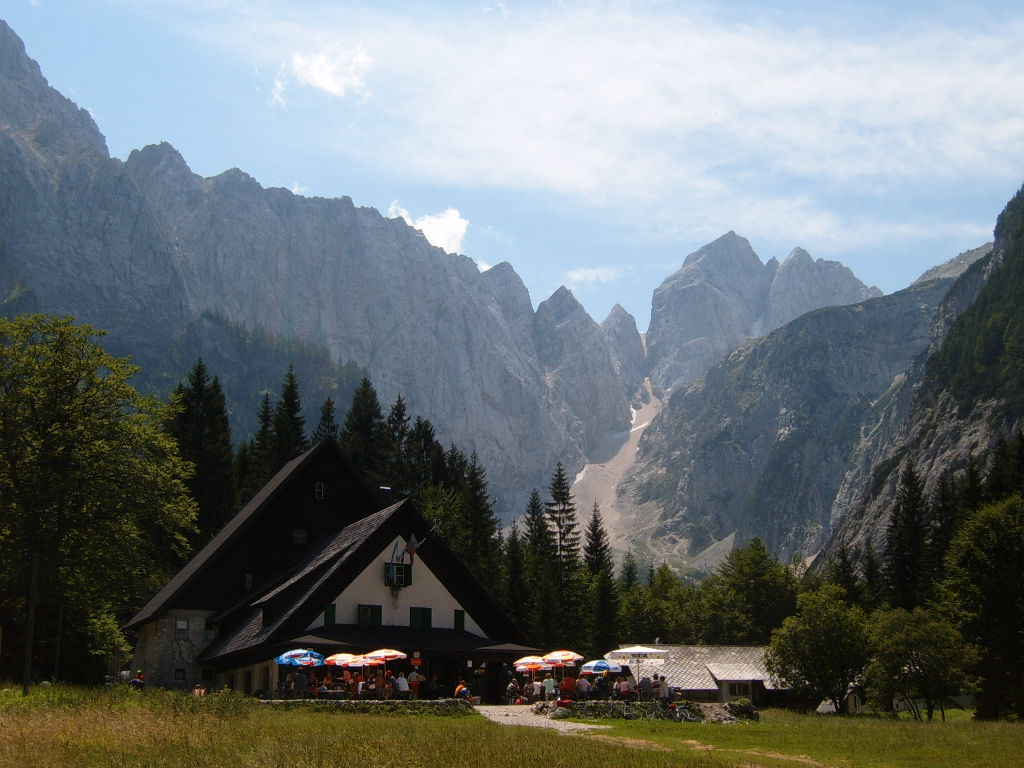
La valle di Tamar

La prima proposta di conservazione del parco risale al periodo compreso fra il 1906 ed il 1908: bisognerà però aspettare fino al 1924 per istituire, con iniziativa dell'Associazione Musei della Slovenia e della Società Alpinistica, una prima area protetta di 16 km² attorno ai laghi alpini del monte Tricorno. Nel 1961 questa zona fu ufficialmente trasformata in parco nazionale con una superficie di 20 km² e nel 1981 l'area protetta è stata estesa alla superficie attuale. Il parco oggi si estende su 84.805 ettari. Dal 2004 il parco è inserito nel Diploma europeo delle aree protette.

## Geografia

### Idrologia

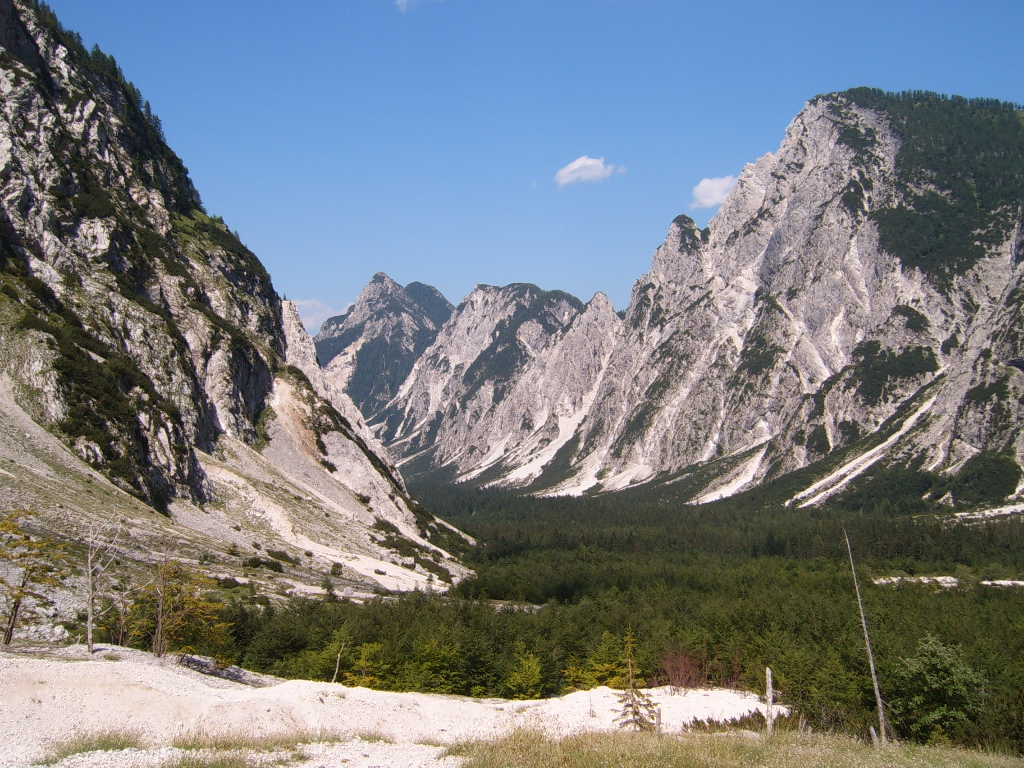
La valle di Planica

Il parco conta innumerevoli fonti d'acqua la cui presenza è favorita dalle formazioni carsiche. Il parco è anche ricco di corsi d'acqua sotterranei e di laghi che si formano dallo sciogliersi delle nevi.
La catena montuosa inclusa tra il bacino del fiume Sava e quello dell'Isonzo segna la separazione dei bacini idrografici tra il mare Adriatico ed il mar Nero.
Dal punto di vista idrologico, il parco è percorso dai fiumi Isonzo, Sava Bohinjka e Sava Dolinka, ma anche da molti torrenti.
Con il loro scorrere questi fiumi intagliarono la roccia scavando profondi canyon e permettendo la formazione di laghi nelle valli glaciali. Nascono così i tre laghi di Monte Croce (Križ), sull'omonimo altopiano (Kriški podi), il lago di Duplje (Dupeljsko jezero) e di Lužnica (Jezero v Lužnici), il lago di Planina pri Jezeru, i laghi della Valle del Tricorno e il lago di Bohinj.
Numerose anche le cascate d'acqua presenti nel parco come quelle di Savica, di Peričnik e di Šum. Nel Tricorno è presente anche un ghiacciaio le cui dimensioni tuttavia si sono fortemente ridotte negli ultimi anni tanto da metterne in discussione la stessa esistenza.

### Geologia
Le montagne delle Alpi Giulie sono costituite in gran parte da roccia calcarea che dà origine alla formazione di fenomeni naturali come grotte, doline, voragini. 
Il parco è costituito da vette e valli glaciali. Il sottosuolo è ricco di grotte frutto dell'azione erosiva dell'acqua sulle rocce calcaree. Si stima che all'interno del parco vi siano circa 600 grotte.

### Clima
Nei mesi estivi la temperatura varia dai 20 °C a valle a 6 °C sui monti, mentre d'inverno oscilla tra 0,7 °C a valle e −8,8 °C sui monti. I giorni di pioggia durante l'anno variano dai 120 ai 146.

## Ambiente

### Fauna
Tra gli animali del parco si segnalano: il camoscio, lo stambecco (reintrodotto nel 1964), la marmotta (reintrodotta alla fine del XX secolo), l'orso bruno, la lince, il cervo, il capriolo, il lupo, lo scoiattolo rosso, il ghiro, il tasso, il riccio orientale, l'ermellino, la lepre, la lontra, la vipera dal corno e la lucertola di Horvath. Nel parco nidificano 84 specie di uccelli tra cui parecchi migratori. Tra gli uccelli si notano l'aquila reale, la poiana, il gufo reale, il gallo cedrone, il gallo forcello, la pernice bianca, il francolino di monte, il picchio muraiolo e il merlo dal collare.

## Gestione

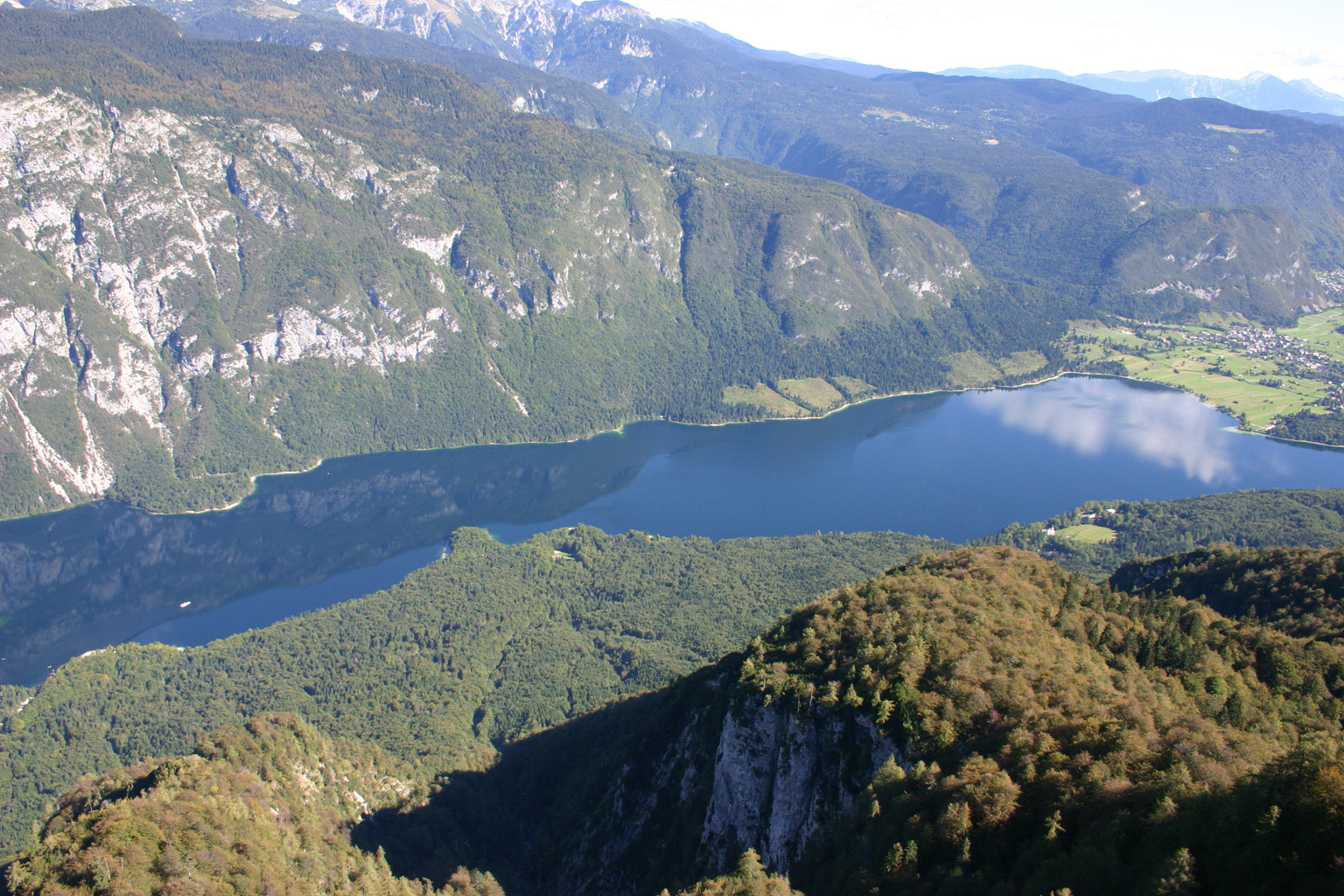
Lago di Bohinj

La gestione del parco nazionale è affidata ad un ente pubblico avente la propria sede a Bled. Tale gestione è sotto le dipendenze del Ministero dell'ambiente e del territorio. L'organismo impiega permanentemente 51 persone delle quali 20 sono guardie forestali.